# Blechnum × antillanum
Blechnum × antillanum là một loài dương xỉ trong họ Blechnaceae. Loài này được Proctor mô tả khoa học đầu tiên năm 1965.